# 長堀工業
長堀工業株式会社（ながほりこうぎょう、NAGAHORI INDUSTRY CO., LTD.  ）は、大阪府大阪市中央区に本社をおく、ナック (NAC)ブランドの配管・流体継ぎ手類（クイックカップリング）とねじ締め用ソケット・ビットを主力とした工具を製造販売する企業。
特に締め付け工具については、特殊形状のインパクトソケット類の品揃えが豊富であり、国内外の大手自動車メーカーをはじめ、農機具メーカー、建機メーカーにおいても幅広く使用されている。Acument Intellectual Properties, LLCのトルクス、トルクスプラスの正式実施権者（ライセンシー）である。

## 沿革
- 1966年1月 長堀商会を大阪市西区に創業
- 1969年3月 長堀工業株式会社を設立
- 1966年6月 株式会社長堀商会を設立
- 1977年6月 長堀精工株式会社を設立
- 2000年2月 品質マネジメントシステム国際規格ISO9001の認証取得
- 2002年2月 環境マネジメントシステム国際規格ISO14001の認証取得
- 2008年10月 株式会社長堀商会と長堀工業株式会社を合併
- 2013年4月 薮田長康が代表取締役社長に就任
- 2019年11月 営業統括本部を開設
- 2020年1月 本社所在地を大阪市中央区に移転

## 産業財産権
2011年9月30日現在
- 商標権 (Trademarks)

- 特許・実用新案権

特開2010-196812ワンタッチ継手	長堀工業株式会社、特開2009-097714流体継手、特開2007-283427締め付け工具、特開2007-182922ボールバルブの弁体の製造方法、特開2007-182921バルブシートおよびボールバルブ、特開2007-182920管継手、特開2007-182919管継手、特開2007-125672工具の製造方法、特開2006-321036インパクトソケット、特開2006-281427ソケットレンチ、特開2003-311641ドライバービット用のネジ保持アタッチメントとこれを装着したドライバービット、特開2000-024943回転工具の抜止め部材、特許4486905ソケットレンチ、実開平06-080558スパークプラグの締着工具
実登3127898ソケットレンチ、実登3024049レンチソケットのアタッチメント
ekouhou.net